# Jakub Koniar
Jakub Koniar (* 21. April 1993) ist ein slowakischer Poolbillardspieler. Er wurde 2014 Vize-Europameister.

## Karriere
2011 gewann Koniar bei der Junioren-Europameisterschaft die Bronze-Medaille im 9-Ball und erreichte den fünften Platz im 14/1 endlos sowie im 10-Ball und mit der Mannschaft.
Im Jahr zuvor hatte er bereits an der Herren-EM teilgenommen, bei der er im 8-Ball und im 9-Ball jeweils den 65. Platz belegte. Mit der Mannschaft hatte er den 13. Platz erreicht.
2012 erreichte er mit der Herren-Mannschaft den fünften Platz, kam aber im Einzel nicht über einen 17. Platz im 14/1 hinaus. 2013 belegte er im 8-Ball und im 14/1 den 17. Platz.
Bei den Italian Open 2014 erreichte er mit dem 33. Platz sein bislang bestes Ergebnis auf der Euro-Tour.
Nachdem Koniar bei der EM 2014 zunächst im 14/1 endlos und im 10-Ball den 33. Platz belegte, wurde er im 8-Ball durch eine 7:8-Niederlage im Finale gegen den Niederländer Nick van den Berg Vize-Europameister.
2010 nahm Koniar mit der slowakischen Mannschaft an der Mannschafts-WM teil, bei der diese den 17. Platz belegte.
Im selben Jahr nahm er außerdem am ersten tschechischen Snooker-Main-Tour-Turnier – dem Prague Classic 2010 – teil. Er verlor sein Auftaktspiel gegen den mehrmaligen Snookerweltmeister Steve Davis mit 0:4.